# 13 Songs
Albums de Fugazi
Repeater
13 Songs est un album compilant deux premiers EP du groupe de punk Fugazi. Il est sorti en 1989.

## Historique
Cette compilation de 2 EP précédents est souvent considérée comme le premier album LP du groupe. Les EP en question sont Fugazi (1988) qui a été enregistré au Inner Ear Studio en juin 1988 et Margin Walker (1989) qui a été enregistré en décembre 1988 au Southern Studios,,.
En 2005, 13 songs était en 34e position sur le classement des "100 meilleurs albums, 1985-2005" réalisé par le magazine américain Spin.

## Titres
| No  | Titre            | Durée |
| --- | ---------------- | ----- |
| 1.  | Waiting Room     | 2:53  |
| 2.  | Bulldog Front    | 2:53  |
| 3.  | Bad Mouth        | 2:35  |
| 4.  | Burning          | 2:39  |
| 5.  | Give Me The Cure | 2:58  |
| 6.  | Suggestion       | 4:44  |
| 7.  | Glue Man         | 4:23  |
| 8.  | Margin Walker    | 2:30  |
| 9.  | And The Same     | 3:27  |
| 10. | Burning Too      | 2:50  |
| 11. | Provisional      | 2:17  |
| 12. | Lockdown         | 2:10  |
| 13. | Promises         | 4:02  |

- Les titres 1 à 7 sont extraits de Fugazi
- Les titres 8 à 13 sont extraits de Margin Walker

## Membres du groupe
- Ian MacKaye – Guitare, Chant
- Guy Picciotto – Guitare, Chant
- Joe Lally – Basse
- Brendan Canty –Batterie

## Collaborateurs
- Ted Niceley – Producteur
- John Loder – Producteur